# Ficus warburgii
Ficus warburgii är en mullbärsväxtart som beskrevs av Adolph Daniel Edward Elmer. Ficus warburgii ingår i släktet fikonsläktet, och familjen mullbärsväxter. Inga underarter finns listade i Catalogue of Life.